# Beverly Crusher
Beverly Crusher, da nubile Beverly Cheryl Howard, è un personaggio immaginario dell'universo fantascientifico di Star Trek. Interpretata dall'attrice Gates McFadden, è presente nella serie televisiva Star Trek: The Next Generation (1987-1994), a eccezione della seconda stagione, nella serie animata Star Trek: Prodigy (2021) e nella serie televisiva Star Trek: Picard (2020). È inoltre tra i protagonisti dei quattro film con l'equipaggio di the Next Generation: Generazioni (1992), Primo contatto (1996), Star Trek - L'insurrezione (1998) e Star Trek - La nemesi (2002), oltre che in alcuni videogiochi e romanzi del franchise. È l'ufficiale medico capo della USS Enterprise NCC-1701-D e della USS Enterprise NCC-1701-E.

## Storia del personaggio
Beverly è nata il 13 ottobre 2324 da Paul e Isabel Howard a Copernicus City sulla Luna. Sua madre è morta quando lei era ancora piccola e quindi Beverly è stata accolta da sua nonna su Arvada III. Nel 2342 è entrata nella scuola medica della Flotta Stellare.
Ha sposato Jack Crusher il 20 luglio 2348 e da suo marito ha avuto un figlio, Wesley. Il marito è morto durante una missione nel 2354 e questo l'ha profondamente segnata. Si è molto discusso di una presunta attrazione tra Crusher e il capitano della USS Enterprise NCC-1701-D Jean-Luc Picard, che sono vecchi amici. Quest'attrazione è stata rivelata solo quando i due sono stati costretti a condividere i propri pensieri per via di uno strumento alieno.
Nel 2365 la dottoressa Crusher è stata trasferita dall'Enterprise D al comando medico della Flotta Stellare per essere sostituita dalla dottoressa Katherine Pulaski. L'anno successivo Beverly è ritornata sull'Enterprise e la dottoressa Pulaski è stata nuovamente trasferita.
In seguito agli avvenimenti narrati della terza stagione di Star Trek: Picard si scopre che in seguito alla relazione con il capitano Picard ha avuto un secondo figlio, Jack Crusher, senza però informarne il padre. Alla fine della stagione, promossa al grado di retroammiraglio, diviene capo della divisione medica della Flotta Stellare.

## Sviluppo
McFadden lasciò la serie alla fine della prima stagione e fu rimpiazzata da Diana Muldaur nella parte della dottoressa Katherine Pulaski all'inizio della seconda. Un annuncio ufficiale affermava che McFadden aveva lasciato la serie per proseguire la propria carriera. L'attrice aveva ricevuto una telefonata dal proprio agente che le aveva detto che i produttori avevano deciso di sviluppare il personaggio in una diversa direzione. Così come gli altri membri del cast, McFadden ne fu sorpresa. Grazie a una campagna di lettere, sostenuta da Patrick Stewart, e un invito personale del produttore Rick Berman, l'attrice tornò nel cast di The Next Generation a partire dalla terza stagione, con le sue sole tre apparizioni nella seconda stagione costituite da filmati d'archivio.
In un'intervista del maggio 2006, Rick Berman ha rivelato che l'attrice era stata licenziata alla fine della prima stagione di The Next Generation perché lo sceneggiatore principale, Maurice Hurley, «aveva un conto in sospeso» e non gli piaceva la sua recitazione. Dopo che Hurley ebbe lasciato lo staff di sceneggiatore della serie, Berman riportò l'attrice e il personaggio in The Next Generation.

## Interpreti
Il personaggio di Beverly Crusher viene interpretato dall'attrice statunitense Gates McFadden nella prima stagione e dalla terza alla settima stagione della serie televisiva Star Trek: The Next Generation. McFadden era inizialmente piuttosto riluttante ad accettare il ruolo della Dottoressa Crusher, a causa di un suo precedente impegno nella commedia The Matchmaker al La Jolla Playhouse. Durante la seconda stagione della serie, il personaggio della Dottoressa Crusher viene sostituito temporaneamente con quella della Dottoressa Katherine Pulaski, interpretata da Diana Muldaur. Ciò viene spiegato con il trasferimento della Dottoressa dalla USS Enterprise NCC-1701-D alla divisione medica della Flotta Stellare di cui viene messa a capo. Il produttore Rick Berman ha affermato che McFadden se ne andò a causa delle sue controversione con lo sceneggiatore capo di The Next Generation, Maurice Hurley. Patrick Stewart, interprete del Capitano Jean-Luc Picard, si disse dispiaciuto della partenza di McFadden e giocò un ruolo importante nel favorire il suo ritorno dopo l'abbandono di Hurley alla fine della seconda stagione della serie.
In seguito, McFadden impersona la Dottoressa Crusher anche nei quattro film del franchise che vedono protagonista l'equipaggio di The Next Generation, ovvero: Generazioni (Star Trek: Generations, 1992), diretto da David Carson; Primo contatto (Star Trek: First Contact, 1996) e Star Trek - L'insurrezione (Star Trek: Insurrection, 1998), entrambi diretti da Jonathan Frakes; Star Trek - La nemesi (Star Trek: Nemesis, 2002), diretto da Stuart Baird. Tornerà inoltre a impersonare Beverly Crusher nella terza e ultima stagione della serie televisiva Star Trek: Picard, nel 2023. Nel 2022 McFadden ha inoltre prestato la voce al personaggio della Dottoressa Crusher nell'episodio Kobayashi Maru della prima stagione della serie animata in CGI Star Trek: Prodigy. Precedentemente aveva doppiato il personaggio nei videogiochi Star Trek: The Next Generation - A Final Unity (1995) e Star Trek: Generations (1997).
Nell'edizione italiana della serie televisiva The Next Generation e dei film Generazioni, Primo contatto, L'insurrezione e La nemesi, McFadden è doppiata da Serena Verdirosi.

## Accoglienza
Il personaggio della dottoressa Crusher è stato generalmente sempre ben accolto dalla critica. Zach Handlen di The A.V. Club ha lodato l'interpretazione di Gates McFadden, così come l'inserimento di una donna forte e piacevole nella serie, ma lamentando il fatto che il potenziale del personaggio non è mai stato completamente sviluppato, affermando che «avrebbe dovuto essere uno dei migliori personaggi di The Next Generation», ma che «troppo spesso il personaggio è stato relegato a ruoli secondari, inserendo occasionalmente un po' di gergo medico per dare più colore alle scene oppure preoccupandosi se il figlio Wesley si stesse divertendo abbastanza».
Nel 2016 SyFy ha classificato Beverly Crusher al quarto posto di una lista dei sei migliori dottori dello spazio del franchise di Star Trek. Nello stesso anno il personaggio è stato classificato al ventesimo posto di una lista dei più importanti personaggi dell'universo di Star Trek dalla rivista Wired.
Nel 2017 IndieWire ha classificato Beverly Crusher al quinto posto in una lista dei più importanti personaggi di The Next Generation, con la motivazione che era "praticamente impeccabile" e offriva "preziose prospettive". Sempre nel 2017 lo stesso sito ha classificato il personaggio al sesto posto dei migliori personaggi di The Next Generation.
Nel 2018 CBR.com ha classificato Beverly Crusher al ventunesimo posto in una lista dei migliori membri della Flotta Stellare. Lo stesso anno TheWrap ha piazzato il personaggio al quattordicesimo posto in una lista di 39 miglior personaggi principali del franchise di Star Trek precedente a Star Trek: Discovery, con la motivazione che, a differenza del figlio Wesley, la dottoressa Crusher è un personaggio popolare: «Non solo era un medico compassionevole, ma era anche una combattente capace e un leader che in un paio di occasioni è riuscita persino a prendere il comando del ponte».
Nel 2019 Screen Rant ha sostenuto che la dottoressa Crusher sia matura per una serie spin-off, evidenziando i suoi rapporti con Picard e l'alto potenziale del personaggio. Sempre nel 2019 SyFy Wire ha suggerito che la serie Star Trek: Picard permettesse il ritorno anche del personaggio di Beverly Crusher, facendo notare la sua vecchia amicizia con il personaggio principale della serie.

## Merchandising
- La Playmates ha realizzato più action figure della dottoressa Beverly Crusher. Nel 1993 ne ha commercializzata una 4½" con numero di catalogo 6019 e più versioni dei colori degli accessori.[22] Una seconda serie del 1994 contiene un'altra versione della dottoressa Crusher da 4½", con numero di catalogo 6961 e con gli accessori: tricorder medico, kit medico, phaser, container della Flotta Stellare, piedistallo.[23] Nel 1995 ha commercializzato un'altra versione da 4½" della dottoressa Cursher con travestimento per un'avventura sul ponte ologrammi, con numero di catalogo 6435.[24] Nel 1996 ha commercializzato una versione della dottoressa Crusher da 6", con l'uniforme del film Primo contatto, con numero di catalogo 16107.[25] Nel 1999 ne è uscita un'altra versione da 4½" in tiratura limitata, solamente per il mercato britannico e australiano, con numero di catalogo 65807 e con l'uniforme del film Primo contatto.[26] Un'altra versione da 4½" con uniforme della serie The Next Generation è uscita con numero di catalogo 6924.[27] Nel 1995 la stessa casa ne realizza anche una versione Starfleet Edtion nella Collector Series da 12" con abiti in stoffa e capelli "veri".[28]
- Nel 2008 la Diamond Select Toys ha realizzato un paio di action figure da 8" della dottoressa Crusher, nella versione con la divisa classica di The Next Generation e con quella "del futuro" vista nell'ultimo doppio episodio Ieri, oggi, domani.[29] Sempre la Diamond ne realizza una versione anche con la divisa di Primo contatto.
- Più versioni della dottoressa Crusher sono state prodotte anche dalla Funko nella sua linea Pop!.
- Nel 2022 la Super7 realizza una action figure da 3¾" della dottoressa Crusher, con la classica divisa da medico di bordo di The Next Generation, nella sua linea ReAction Figures.[30]

## Filmografia

### Cinema
- Generazioni (Star Trek: Generations), regia di David Carson (1992)
- Primo contatto (Star Trek: First Contact), regia di Jonathan Frakes (1996)
- Star Trek - L'insurrezione (Star Trek: Insurrection), regia di Jonathan Frakes (1998)
- Star Trek - La nemesi (Star Trek: Nemesis), regia di Stuart Baird (2002)

### Televisione
- Star Trek: The Next Generation - serie televisiva, 154 episodi (1987-1994)
- Star Trek: Prodigy - serie animata, episodio 1x06 (2022)
- Star Trek: Picard - serie televisiva, 10 episodi (2023)

## Pubblicazioni (parziale)

### Romanzi
- (EN) Carmen Carter, The Children of Hamlin, collana Star Trek: The Next Generation, n. 3, New York, Pocket Books, 1988, ISBN 0671735551.
- (EN) Peter David, A Rock and a Hard Place, collana Star Trek: The Next Generation, n. 10, New York, Pocket Books, 1990, ISBN 0671693646.
- (EN) David Gerrold, Encounter at Farpoint, collana Star Trek: The Next Generation, n. 0, New York, Pocket Books, 1991, ISBN 0671743880.
- (EN) Bill McCay e E.L. Flood, Chains of Command, collana Star Trek: The Next Generation, n. 21, New York, Pocket Books, 1992, ISBN 0671742647.
- (EN) Michael Jan Friedman, Relics, collana Star Trek: The Next Generation, New York, Pocket Books, 1992, ISBN 0671864769.
- (EN) Diane Duane, Dark Mirror, collana Star Trek: The Next Generation, New York, Pocket Books, 1993, ISBN 0671793772.
- (EN) William Shatner, Judith Reeves-Stevens e Garfield Reeves-Stevens, The Return, collana Star Trek: Odissey, n. 2, New York, Pocket Books, 1997, ISBN 067152609X.
- (EN) John Gregory Betancourt, Infection, collana Star Trek: Double Helix, n. 1, New York, Pocket Books, 1999, ISBN 0671032550.
- (EN) Michael Jan Friedman, Death in Winter, collana Star Trek: The Next Generation, New York, Pocket Books, 2007, ISBN 0743497228.
- (EN) Dayton Ward, Headlong Flight, collana Star Trek: The Next Generation, New York, Pocket Books, 2017, ISBN 1501111310.

## Videogiochi
- Star Trek: The Next Generation - A Final Unity (1995)
- Star Trek: Generations (1997)
- Star Trek Online (2010)
- Star Trek Timelines (2020)